# The Original Six
Original Six es un grupo de directoras estadounidenses que en 1979 fundaron el Comité Directivo de Mujeres (WSC) del Directors Guild of America (DGA). Dolores Ferraro, Joelle Dobrow, Lynne Littman, Nell Cox, Susan Bay Nimoy y Victoria Hochberg. Llevaron a cabo una investigación histórica que mostró que las mujeres ocupaban solo el 0,5% de los trabajos de dirección en cine y televisión, datos que trasladaron al Sindicato, los estudios y la prensa.
Como resultado de la investigación del grupo Original Six, el Sindicato de Dirección de Estados Unidos presentó una demanda colectiva contra Warner Brothers y Columbia Pictures en 1983 por discriminación de género . El 5 de marzo de 1985, la causa fue sobreseída cuando el juez desestimó al DGA como representante de la clase.
El riesgo de acciones legales, junto con la presión del público y del sindicato DGA, favoreció un aumento lento (pero no uniforme) en el número de mujeres directoras que trabajan en la industria del entretenimiento. Las miembros de Original Six continúan haciendo películas y programas de televisión, para protestar contra la discriminación de género en Hollywood y para apoyar el empleo femenino en el cine y la televisión a nivel de dirección.

## Sindicato de Dirección de América
La membresía en el Directors Guild of America (DGA) (Sindicato de Dirección de Estados Unidos) era prestigiosa: sus miembros eran considerados "verdaderos profesionales". En 1967-1968, solo veinte mujeres directoras eran miembros del mismo: el 1% de sus miembros. En 1974-1975, cuarenta y seis mujeres directoras eran miembros del DGA (1,54% de sus miembros). La mayoría de esas mujeres trabajaban en televisión, noticias, educación o industria, no en largometrajes.
Nell Cox, Joelle Dobrow, Dolores Ferraro, Victoria Hochberg, Lynne Littman y Susan Bay Nimoy eran todas miembros del sindicato. Compararon notas sobre la dificultad de encontrar trabajo como directoras. En 1979, formaron el Women's Steering Committee (Comité Directivo de Mujeres) (WSC) del Sindicato de Dirección de Estados Unidos. Fueron apoyados por el director del sindicato, Michael Franklin, durante cuyo mandato se formaron los primeros comités de diversidad del gremio. El grupo comenzó a investigar e informar formalmente sobre las prácticas de contratación de los principales estudios cinematográficos.
Durante el año siguiente, Original Six recopiló estadísticas que documentaron que Hollywood tenía un problema sistémico con las mujeres. El 1 de marzo de 1980, informaron a la Junta Nacional del Gremio que durante los 30 años anteriores, se habían contratado mujeres directoras para solo el 0,5% de las posibles oportunidades de dirección. Durante los siguientes tres años, llevaron sus resultados a los principales estudios, abogando por cambios con poco resultado. El comité se reunió con los principales ejecutivos, entre ellos Barry Diller (Paramount), Ned Tanen (Universal) y Frank Wells (Warner Bros) y el productor de comedias televisivas Norman Lear. Sus resultados también se filtraron a la prensa.
Littman explicó cómo se sintió desafiando a hombres que tenían el poder de hacer o deshacer la carrera de una persona.

"Fuimos producto del movimiento de mujeres y del movimiento de derechos civiles", dice. "Y enajenamos a suficientes hombres para que sintieran que no nos debían nada, pero nos quedaba muy poco que perder. Y a los hombres del DGA que nos ayudaron, como Michael Franklin, les encantó que fuéramos luchadoras. Salir y defender nuestros derechos solo nos hicieron sentir más fuertes"

## Acción legal
Si bien los ejecutivos como Norman Lear pueden haberse sentido conmovidos por las "estadísticas vergonzosas" que compiló el grupo Original Six, hicieron pocos o ningún cambio en respuesta a las presentaciones del WSC.
En 1983, sobre la base de la investigación realizada por Original Six, el sindicato DGA demandó a dos estudios, Warner Bros y Columbia Pictures, en una demanda colectiva por discriminación. Dobrow fue la única miembro de Original Six que puso su nombre en la demanda, pero las seis mujeres ayudaron a elegir el abogado y su investigación formó gran parte de las evidencias que se presentaron. Acordaron esperar un año antes de avanzar con su caso, de modo que un comité que representara a las minorías afroamericanas pudiera recopilar información y unirse a la demanda.
El 5 de marzo de 1985, el caso fue sobreseído por motivos procesales cuando la jueza Pamela Rymer consideró que el DGA no era representante de la clase. Columbia Pictures y Warner Bros. argumentaron, en efecto, que no deberían responsabilizarse por la discriminación de género porque otra parte, el Sindicato de Directores en sí, también estaba involucrada en la discriminación de género. Si bien los estudios elegían al director de una película, el contrato del Sindicato de Directores le otorgaba al director el derecho de seleccionar a los asistentes de dirección.
Los Angeles Times informó en 1986: "Los estudios argumentaron que el contrato del sindicato DGA otorga a los directores el derecho a seleccionar al primer asistente de dirección, y al primer asistente el derecho a seleccionar al segundo asistente. Por lo tanto, los estudios solo podían contratar al director, no a los asistentes de dirección. ¿Cómo podrían ser acusados de discriminación si no podían hacer todas las contrataciones? El juez Rymer se pronunció sobre este tema en vez de pronunciarse sobre la cuestión real de si se había producido discriminación".
La directora de cine Maria Giese, quien ha estudiado el caso DGA v. WB/CPI y estaba trabajando con la Unión Estadounidense de Libertades Civiles en una investigación de prejuicios de género en Hollywood, iniciada en 2015, explica que "El DGA no pudo encabezar la demanda colectiva, porque sufrían de un conflicto de intereses, que fue una decisión correcta, tan triste como fue". Debido a que el fallo se limitó a la cuestión de si era legítimo que quienes iniciaron la demanda lo hicieran, no se consideró que el caso tuviera valor de precedente y no se publicó. Sin el respaldo del DGA, el grupo Original Six y otras personas a título individual carecían de los recursos para una nueva impugnación judicial.

## Documentando la discriminación de género
Aunque la demanda DGA v. WB/CPI fue desestimada, la amenaza de acción legal y la publicidad que la acompañó pudo haber sido un "evento galvanizador". Tras la presentación de la demanda se produjo un aumento en el número de mujeres contratadas como directoras.
Cuando fundaron el WSC, Original Six presentó estadísticas que mostraban que solo el 0,5 por ciento de todas las asignaciones de dirección para películas y programas de televisión estaban destinadas a mujeres. Tras el caso judicial, el porcentaje de mujeres que dirigen episodios de televisión aumentó, alcanzando un pico de mujeres que dirigían del 16% de los programas de televisión en 1995.
El número de mujeres directoras de cine también aumentó aunque de forma errática. Desde 2007, Stacy L. Smith, fundadora y directora de la Iniciativa de Inclusión Annenberg de la Universidad del Sur de California, ha dirigido estudios para rastrear el género y la raza de los directores de Hollywood. Entre 2007 y 2019, el porcentaje de mujeres consejeras promedió el 4,8%, con mínimos del 1,9% (2013, 2014) y máximos del 8 (2008) y el 10,6% (2019). De 2007 a 2019, el 82,6 % de los directores de cine eran hombres blancos, otro 12,6 % eran hombres de grupos subrepresentados, el 3,9 % eran mujeres blancas y menos del 1 % eran mujeres de grupos subrepresentados. La Iniciativa de Inclusión Annenberg estudia más ampliamente la representación del género, la raza, el estatus LGBT, la discapacidad y la edad en la pantalla y en la industria del entretenimiento.
A pesar del hecho de que la mitad de los graduados de las principales escuelas de cine son mujeres, las mujeres siguen estando predominantemente excluidas de los niveles más altos del cine de gran presupuesto. Smith ha declarado que "la industria del cine todavía funciona como un club de chicos blancos heterosexuales. Creo que estamos viendo, en todo el paisaje, un borrado de ciertos grupos; mujeres, personas de color, la comunidad LGBT... esto es realmente [una] epidemia de invisibilidad".
La disparidad de género y la dinámica de género en la industria también han sido estudiadas por el Centro para el Estudio de la Mujer en la Televisión y el Cine de la Universidad Estatal de San Diego, dirigido por Martha M. Lauzen, el Women's Media Center y el Instituto Geena Davis para el Género en los Medios de Comunicación Organizaciones como Women in Film and Television International y Gamechanger Films y campañas como 5050x2020 trabajan para mejorar la representación de las mujeres en el cine.

## Impacto personal
Lynne Littman ha dicho: "Esta lucha fue fundamental para todas nuestras vidas y carreras y, afortunadamente, fuimos producto de nuestra generación de feministas que creían en algo más que nuestra ambición individual".
Lynne Littman ganó un Oscar al Mejor Cortometraje Documental en los Premios de la Academia de 1977 por su película Number Our Days, basada en el trabajo de campo de la antropóloga Barbara Myerhoff con personas mayores judías de Europa del Este. Su primer largometraje, Testament (1983), fue destacado con una nominación al Premio de la Academia para la actriz principal Jane Alexander . Entre sus otros trabajos está Tener nuestra opinión: los primeros 100 años de las hermanas Delany . Littman ha recibido cuatro premios Emmy de Los Ángeles por su trabajo en televisión y ha sido nominada repetidamente a los premios Cine Golden Eagle .
Victoria Hochberg dirigió el documental A Simple Matter of Justice (1978) sobre la Enmienda de Igualdad de Derechos y The Right to Die (1974) para ABC News, sobre los derechos de los pacientes. Fue nominado para un premio Emmy . Hochberg continúa dirigiendo televisión y películas. Ha ganado premios por dramas televisivos que incluyen Just a Regular Kid: An AIDS Story (1988) y Jacob Have I Loved (1990) y ha sido nominada a los premios Directors Guild of America Awards por logros destacados como directora por Honey, I Shrunk the Kids (1999). ) y Sexo en Nueva York (2000).
La familia de Joelle Dobrow estaba implicada en el movimiento sindical. Fue miembro tanto de la DGA como de la naciente organización Women in Film. En 1977, Dobrow dirigió segmentos de Good Morning America para Rona Barrett . Dobrow luego completó un título de posgrado y se convirtió en consultora trabajando con organizaciones artísticas. Se desconoce la trayectoria posterior y el paradero de Dolores Ferraro.
Nell Cox comenzó como documentalista y cineasta independiente en Nueva York y se trasladó a Los Ángeles en 1976-1977. Su película feminista, Liza's Pioneer Diary (1977) fue nominada a Mejor Escritura por el Círculo de Críticos de Televisión. Dirigió programas de televisión en horario de máxima audiencia, incluidos M*A*S*H, Lou Grant, The Waltons y LA Law . Cox regresó a Nueva York en la década de 1990 para dirigir la película de cine independiente Hudson River Blues . Posteriormente entre sus trabajos se encuentran " Gran actuación " de PBS sobre Jelly Roll Morton ( Jelly's Last Jam, 1992 ), un documental de PBS sobre la dramaturga Marsha Norman (1995) y Statecraft (2003), que documenta la aprobación de proyectos de ley en el legislatura de Kentucky. También está desarrollando algunas de sus muchas ideas para historias en novelas.
Susan Bay Nimoy trabaja con Sundance para asesorar a mujeres cineastas. Volvió a dirigir en 2018 con Eve, escribiendo el guion mientras lloraba a su esposo, Leonard Nimoy . También protagonizó la película después de que la actriz principal se retirara en el último minuto debido a la incomodidad de revelar su cuerpo envejecido en la película. La falta de representación de "mujeres mayores de edad" en la pantalla fue una de las motivaciones de Nimoy para crear la película. Eve fue una de las cinco películas en el Festival de Cine de Sundance 2018 que se centró en mujeres de 70 años.

## Reconocimiento
En 2014, en el 35.º aniversario de la fundación del Comité Directivo de Mujeres estuvo marcado por el Directors Guild of America con discursos de Nell Cox, Joelle Dobrow, Lynne Littman, Vicki Hochberg y Susan Nimoy y una ceremonia de reconocimiento del papel del grupo Original Six. Casi no sucedió. Cuando se propuso la idea por primera vez, se afirmó que Original Six no había sido un comité oficial y que no se formó un comité oficial de mujeres hasta 1991. Esa afirmación fue refutada por otros miembros del Gremio de Directores, pero ilustra cómo se puede borrar la historia de las mujeres.
El documental de 2018 This Changes Everything fue dirigido por Tom Donahue y producido por Donohue, Ilan Arboleda y Kerianne Flynn con el apoyo del Geena Davis Institute on Gender in Media. La película analiza la desigualdad de género en la industria cinematográfica de Hollywood, entrevistando a mujeres actrices y cineastas, incluidas Meryl Streep, Natalie Portman, Geena Davis, Taraji P. Henson, Shonda Rhimes y Joey Soloway . En la última parte de la película se reconoce el trabajo innovador de Original Six y se entrevista a cinco de las seis miembros del grupo. La película ha recibido varios premios, entre ellos el Greg Gund Memorial Standing Up Competition de 2019 en el Festival Internacional de Cine de Cleveland y un premio de liderazgo de mujeres filantrópicas de 2020.